# Middle Fork Eel River
Der Middle Fork Eel River ist ein rechter Nebenfluss des Eel River im Nordwesten des US-Bundesstaates Kalifornien. Der 112 km lange Fluss entwässert ein Areal von 1949 km². Der mittlere Abfluss unweit der Mündung beträgt 42,5 m³/s.
Der Middle Fork Eel River entspringt am Nordhang der Wrights Ridge, 1,6 km südsüdwestlich von dem Berg The Knob, im Trinity County. Er strömt anfangs 3,2 km nach Norden. Danach ändert der Fluss seinen Kurs und fließt in überwiegend südwestlicher Richtung durch das Kalifornische Küstengebirge. Im Unterlauf umfließt er die Ortschaft Covelo in einem großen Bogen. Bei Dos Rios im Mendocino County erreicht er schließlich den Eel River (bei Fluss-Meile 120,5).
Am 19. Januar 1981 wurden insgesamt 640 km im Flusssystem des Eel River als National Wild and Scenic River ausgezeichnet. Der Flussabschnitt des Middle Fork Eel River von seiner Mündung bis zur Südgrenze der Yolla Bolly Wilderness Area wurde dabei unter Schutz gestellt.
Im Middle Fork Eel River gibt es Steelhead-Forellen.